# Vickers Virginia
Vickers Virginia var ett brittiskt tungt bombflygplan som utvecklades ur Vickers Vimy. Planet var i tjänst under andra världskriget. 
Konstruktionsarbetet inleddes 1921 på begäran av Royal Air Force. Samtidigt som man arbetade med Virginia utvecklade man trupptransportflygplanet Vickers Victoria. Dessa två flygplan kom att få många gemensamma konstruktionslösningar och likheter.
Flygplanet var dubbeldäckat, där den undre vingen var placerad i nedre kanten av flygkroppens undersida, medan den övre vingen bars upp av sex stöttor på vardera vinghalva och fyra stycken vertikala stöttor från flygplanskroppen. Stabilisatorn var utformad i biplan med rörligt höjdroder på både övre och undre stabilisatorn. Mellan de båda stabilisatorerna fanns två stycken sidoroder. Flygplanskroppen var utformad i ett kvadratiskt tvärsnitt, och var tillverkad i en träkonstruktion som kläddes med duk. Från och med introduktionen av Mark X 1924 byttes vissa dukklädda partier ut mot duralumin. Det främre landstället var placerat rakt under motorgondolerna och var försedda med 2 hjul i varje ställ. Motorgondolerna var placerade centralt mellan de två vingarna och motorerna försågs med tvåbladiga propellrar. Totalt tillverkades 124 exemplar varav 50 var av Mark X-utförande. Det togs ur tjänst som första linjen-flygplan 1938, då det ersattes av Vickers Wellington, Hampden och Whitley. Som andrauppgift utförde flygplanet flygfotografering, och med en plattform monterad bakom motorerna på vingarna kunde man ta med fallskärmshoppare för övningshopp.

## Varianter
- Type 57 Virginia - prototypexemplar ett tillverkades och flög i november 1922.
- Virginia Mk I - prototyp för brittiska flygvapnet. Försedd med två 450 hk Napier Lion-motorer, ett exemplar tillverkades.
- Type 96 Virginia Mk I - motorbyte på Virginia Mk I som försågs med två 650 hk Rolls-Royce Condor-motorer.
- Type 115 Virginia Mk VIII - prototypexemplar ett tillverkades.
- Type 129 Virginia Mk VII - ombyggnad av Mk VIII till en prototyp av Virginia VII.
- Type 76 Virginia Mk II - det andra fullständiga prototypflygplanet ett exemplar tillverkades.
- Type 79 Virginia Mk III - Tungt nattbombflygplan för RAF. Försedd med två 468 hk Napier Lion II-motorer, sex exemplar tillverkades.
- Type 99 Virginia Mk IV -
- Type 100 Virginia Mk V -
- Type 108 Virginia Mk VI -
- Type 112 Virginia Mk VII - prototyp.
- Type 128 Virginia Mk IX -
- Type 139 Virginia Mk X - delar av dukklädseln ersattes av duralumin och träspanten byttes mot stålrör.